# Sedella
Sedella és un municipi d'Andalusia, a la província de Màlaga. Es troba a 54 kilòmetres de Màlaga, 23 de Vélez-Màlaga i 8 de Canillas de Aceituno.